# الشحه الكبدي (حبيل جبر)

تعديل مصدري - تعديل

الشحه الكبدي هي إحدى قرى عزلة حبيل جبر بمديرية حبيل جبر التابعة لمحافظة لحج، بلغ تعداد سكانها 72 نسمة حسب تعداد اليمن لعام 2004.